# سام كوتيسا
سام كيهامبا كوتيسا (بالإنجليزية: Sam Kutesa) (ولد في 1 فبراير 1949) هو سياسي ومحامي أوغندي والرئيس للجمعية العامة للأمم المتحدة في دورتها 69 التي بدأت في سبتمبر من العام 2014. تقلد منصب وزير الخارجية الأوغندي في 13 يناير 2005.